# مفتي أستراليا
مفتي أستراليا (بالإنجليزية: Grand Mufti of Australia)‏ هو رجل الدين الإسلامي السني المنوط به مهمة الإفتاء للمسلمين في أستراليا. لا يُعين مفتي أستراليا من قِبل الدولة، وليس له أي دور رسمي في الدولة الأسترالية، بل ينتخبه مجلس الأئمة الوطني الأسترالي.
شغل هذا المنصب حتى الآن أربعة شيوخ، كان آخرهم حتى الآن الشيخ عبد العظيم العفيفي، الذي اختير مفتيًا لأستراليا ـ خلفًا للشيخ إبراهيم أبو محمد ـ في مارس 2018، لكنه لم يلبث أن توفي في 11 يوليو 2018، بعد أربعة أشهر فقط من شغله المنصب، وسوف يتولى مجلس الأئمة الوطني الأسترالي اختيار خلفه في اجتماع تقرر أن يُعقد في خلال خمسة عشر يومًا.

## قائمة من شغلوا المنصب
- تاج الدين الهلالي (1992 ـ 2007)
- فهمي ناجي الإمام (2007 ـ 2011)
- إبراهيم أبو محمد (سبتمبر 2011 ـ مارس 2018)[5][6]
- عبد العظيم العفيفي (مارس 2018 - يوليو 2018) توفي بعد أربعة أشهر فقط قضاها في منصبه.[3][4]